# Cantó d'Aus Gletons
El cantó d'Aus Gletons és un cantó francès del departament de la Corresa, situat al districte de Tula. Té 8 municipis i el cap és Aus Gletons.

## Municipis
- Champanhac la Noalha
- Chapela Espinassa
- Aus Gletons
- Lo Jardenc
- Montanhac
- Mostier de Ventadorn
- Rosiers daus Gletons
- Sent Iries lo Desjalat

## Història
| Data d'elecció                           | Identitat          | Partit                      | Qualitat |
| ---------------------------------------- | ------------------ | --------------------------- | -------- |
| 1961-1976                                | Charles Spinasse   | SFIO, després Divers droite |          |
| 1976-1994                                | André Crouzette    | Divers droite, després RPR  |          |
| 1994-2005                                | Bernadette Bourzai | PS                          |          |
| 2005-                                    | Michel Paillassou  | UMP                         |          |
| les dades anteriors no són pas conegudes |                    |                             |          |
|                                          |                    |                             |          |

| 1962  | 1968  | 1975  | 1982  | 1990  | 1999  | 2006  |
| ----- | ----- | ----- | ----- | ----- | ----- | ----- |
| 5.997 | 6.653 | 7.370 | 7.372 | 7.365 | 6.863 | 7.244 |